# Cyclocross Aigle

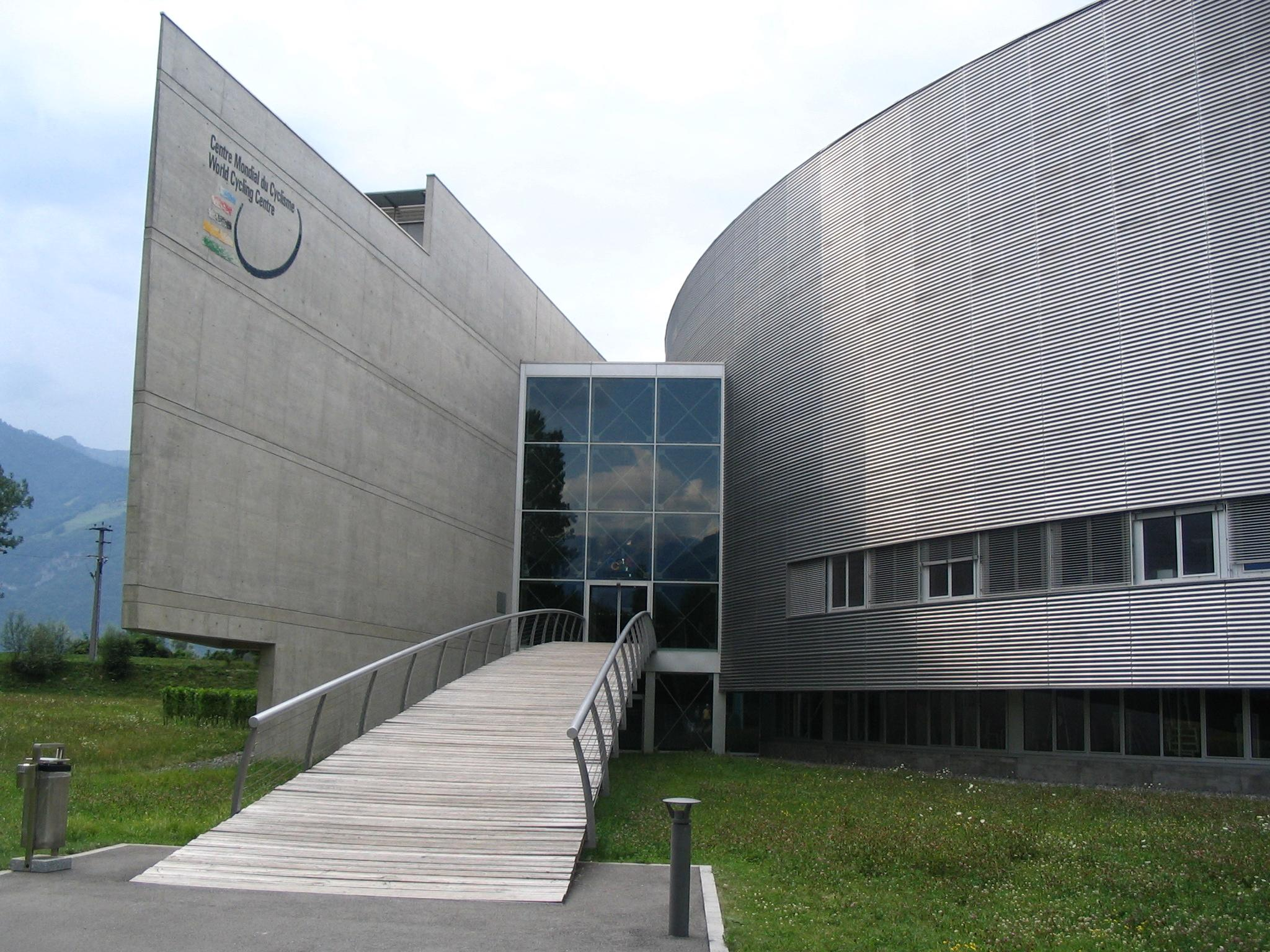
Das Centre Mondial du Cyclisme, Schauplatz des Rennens.

Das Cyclocross Aigle ist ein Schweizer Cyclocrossrennen.

## Geschichte
Der Wettbewerb wird mit Unterbrechungen seit 1970 vom Radsportverein Cyclophile Aigle ausgetragen. Bis in die 1990er Jahre fand er an den Flanken des Château d’Aigle statt. Anfang der 2000er Jahre zog der Radsport-Weltverband UCI von Lausanne nach Aigle um, seitdem liegt der neue Schauplatz des Rennens rund um das Centre Mondial du Cyclisme, das 2002 eingeweiht wurde.
Nicht zuletzt aufgrund dieser Lage richtete der Cyclocross Aigle drei Weltcup-Runden aus, und zwar in den Saisons 2004/2005, 2006/2007 und 2010/2011. Mit der Ausgabe 2006 wechselte der Termin vom Januar in den Herbst (Oktober/November). Die Ausgaben von 2016 bis 2019 gehörten der Schweizer Rennserie EKZ CrossTour an. Abseits der internationalen Rennen standen einige Ausgaben im nationalen Kalender der Schweiz, Ausgaben wie 2011 und 2023 gehörten der regionalen Rennserie Omnium Romand an.
Aigle war zudem viermal Ausrichter der Schweizer Meisterschaften. Sieger bei den Männern waren 1976 Albert Zweifel, 1988 Beat Breu, 2004 Christian Heule und 2015 Julien Taramarcaz. Bei den Frauen gewannen 2004 Alexandra Bähler und 2015 Sina Frei.

## Siegerliste
Es sind nur die internationalen Rennen bzw. die des internationalen Kalenders (ab 1993) aufgeführt. Daneben gab es mehrere Austragungen im nationalen Kalender der Schweiz.

### Männer
- 1970:  Erik De Vlaeminck
- 1971:  Erik De Vlaeminck
- 1972:  Albert Van Damme
- 1973:  Vojtěch Červínek
- 1974:  Ueli Müller
- 1975:  Albert Zweifel
- 1976:  Albert Zweifel
- 1977–1984: nicht ausgetragen
- 1985:  Pascal Richard
- 1986:  Pascal Richard
- 1987:  Pascal Richard
- 1988:  Beat Breu
- 1989:  Pascal Richard
- 1990:  Beat Breu
- 1991:  Fabian Jeker
- 1992–2001: nicht ausgetragen
- 2002:  Marc Janssens
- 2003:  Jiří Pospíšil
- 2004: keine Austragung
- 2005 (Jan):  Sven Vanthourenhout (Weltcup)
- 2006 (Nov):  Sven Nys (Weltcup)
- 2007:  Simon Zahner
- 2008: nicht ausgetragen
- 2009:  Marcel Wildhaber
- 2010:  Zdeněk Štybar (Weltcup)
- 2011: nicht ausgetragen
- 2012:  Francis Mourey
- 2013–2015: nicht ausgetragen
- 2016:  Clément Venturini
- 2017:  Marcel Wildhaber
- 2018:  Vincent Bastaens
- 2019:  Vincent Bastaens

### Frauen
- 2007:  Jasmin Egger-Achermann
- 2008–2009: nicht ausgetragen
- 2010:  Katherine Compton (Weltcup)
- 2011–2015: nicht ausgetragen
- 2016:  Pavla Havlíková
- 2017:  Helen Wyman
- 2018:  Denise Betsema
- 2019:  Perrine Clauzel